# BM Puerto Sagunto
O Club Balonmano Puerto Sagunto é um clube de handebol sediado em Sagunto, Espanha.